# William Landes
William M. Landes est un économiste ayant largement contribué au développement de l'analyse économique du droit.
Landes a reçu son doctorat de sciences économiques à l'Université Columbia. Il enseigne alors l'économie dans les Universités de Stanford, Chicago, Columbia et New-York avant de rejoindre la faculté de droit de Chicago où il enseigne toujours en 2007.
Landes est aussi connu pour avoir travaillé longuement et de manière prolifique avec Richard Posner.
William M. Landes est aussi membre du comité de direction du Smart Museum of Art, situé dans Hyde Park à l'Université de Chicago. En dépit de son étiquette de conservateur, il est reconnu en tant que collectionneur d'œuvres d'art d'orientation politique de gauche ou encore homosexuelle.
Il est en outre connu comme un philanthrope de par ses nombreux dons à la faculté de droit de Chicago ou à des institutions humanitaires.